# Lignophyta
Lignophyta é o clado de plantas lenhosas que se caracteriza pelo desenvolvimento do tecido lenhoso ou madeira. Este agrupamento  taxonómico é considerado o ancestral comum de todas as progimnospermas e das plantas com sementes (Spermatophyta). O desenvolvimento do tecido lenhoso deve-se à maior síntese de celulose e de lenhina, o que permitiu estruturas rígidas e maior suporte ao sistema vascular, permitindo o desenvolvimento de árvores de vários metros de altura nos finais do Devónico.

## Descrição
Sem prejuízo de outras sinapomorfias, a característica mais distintiva das Lignophyta é o desenvolvimento do floema secundário, o qual é produzido pelo câmbio vascular bifacial, assim como o meristema secundário que constitui a periderme.
Inicialmente as lignófitas não tinham folhas, tal como acontecia com as trimerófitas ancestrais, dando-se nesse grupo o início do desenvolvimento de pequenas folhas primitivas nos ancestrais das espermatófitas.
Alguns autores incluem o clado Radiatopses como anterior a Lignophyta, podendo representar-se essa relação pelos seguintes cladogramas:
- Lignophyta como clado irmão de Monilophyta.[3]

|  | Pertica †                                                               |
|  |                                                                         |
|  | \| \| Progymnospermophyta † \| \| \| \| \| \| Spermatophyta \| \| \| \| |
|  |                                                                         |
|  | Progymnospermophyta †                                                   |
|  |                                                                         |
|  | Spermatophyta                                                           |
|  |                                                                         |

|  | Progymnospermophyta † |
|  |                       |
|  | Spermatophyta         |
|  |                       |

- A infradivisão Radiatopses (Kenrick & Crane 1997) como anterior a Lignophyta, definida como o clado em que o tecido vascular se desenvolveu radiativamente desde o centro para fora.

|            | Pertica †                                                               |
|            |                                                                         |
| Lignophyta | \| \| Progymnospermophyta † \| \| \| \| \| \| Spermatophyta \| \| \| \| |
|            | \| \| Progymnospermophyta † \| \| \| \| \| \| Spermatophyta \| \| \| \| |
|            | Progymnospermophyta †                                                   |
|            |                                                                         |
|            | Spermatophyta                                                           |
|            |                                                                         |

|  | Progymnospermophyta † |
|  |                       |
|  | Spermatophyta         |
|  |                       |